# Diplôme national supérieur d'arts plastiques
Pour les articles homonymes, voir DNSAP.
Le diplôme national supérieur d'arts plastiques (DNSAP), inscrit au niveau 7 du RNCP, a sanctionné le cursus d'études complet post-baccalauréat de cinq années à l'École Nationale Supérieure des Beaux-Arts de Paris jusqu'en 2013. 

## Présentation
Ce diplôme est un diplôme dit « d'établissement », il en existe cinq en France. 
- Le diplôme national supérieur d'arts plastique (DNSAP) à l'École nationale supérieure des beaux-arts de Paris.
- Le diplôme d'État de l'école nationale supérieure des arts décoratifs à l'École nationale supérieure des arts décoratifs de Paris.
- Le diplôme de créateur industriel et le diplôme de designer textile à l'École nationale supérieure de création industrielle de Paris.
- le diplôme de l'école national supérieure de la photographie à l'École nationale supérieure de la photographie d'Arles.
- le diplôme de Fresnoy au Fresnoy - Studio national des arts contemporains.

Le DNSAP était enregistré au Répertoire national des certifications professionnelles au niveau I par arrêté du 23 février 2007,.
Ce diplôme a été abrogé par l'arrêté du 16 juillet 2013, qui a créé le diplôme national supérieur d'expression plastique.